# Bercenay-en-Othe
Bercenay-en-Othe település Franciaországban, Aube megyében. Lakosainak száma 419 fő (2022. január 1.). Bercenay-en-Othe Chennegy, Maraye-en-Othe és Vauchassis községekkel határos.

## Népesség
A település népessége az elmúlt években az alábbi módon változott:
| Lakosok száma | 232  | 329  | 420  | 363  | 450  | 469  | 477  | 447  | 432  | 419  |
|               | 1968 | 1982 | 1990 | 2006 | 2013 | 2015 | 2017 | 2019 | 2020 | 2022 |